# Montford House

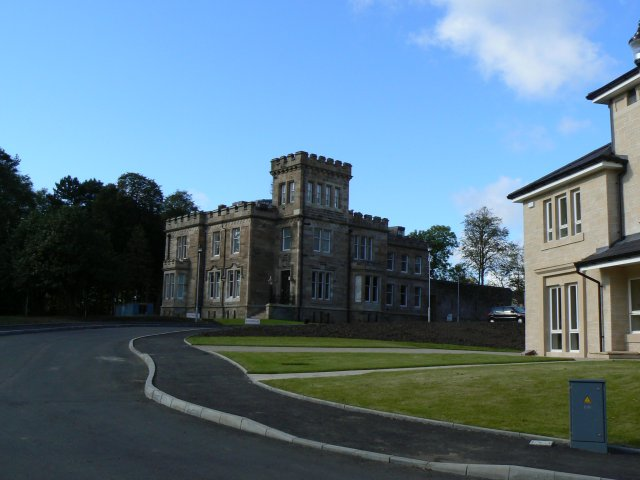
Montford House

Montford House, auch Tower Rais, ist eine Villa in der schottischen Stadt Barrhead. Das Gebäude liegt in einem kleinen Wäldchen nordöstlich der Stadt auf halber Strecke zu den südlichen Stadtteilen Glasgows. 2003 wurde Montford House in die schottischen Denkmallisten in der Kategorie B aufgenommen.

## Geschichte
Am Standort von Montford House befand sich seit dem 15. Jahrhundert ein von Alexander Stewart erbauter Wehrturm namens Stewart’s Rais. Die Villa Montford House wurde 1870 fertiggestellt und zunächst in Anlehnung an den Wehrturm als Tower Rais bezeichnet. Zweiter Eigentümer des Anwesens war John Dove, der ein Hotel sowie eine Korbfabrikation in Glasgow besaß. In den 1960er Jahren erwarben die Montfortaner die Villa, die sie bis heute nutzen und die Bezeichnung Montford House etablierten.

## Beschreibung
Das zweistöckige Montford House weist die architektonischen Merkmale des Tudorstils auf. Es besteht aus gelbem Sandstein, wobei Fenster- und Eingangsöffnungen mit Faschen und die Gebäudekanten mit Ecksteinen abgesetzt sind. Entlang der Fassaden verlaufen weiterhin mehrere Zierbänder. Der Eingangsbereich ist in einem dreistöckigen Eckturm untergebracht, der, wie auch der Rest des Gebäudes, mit Zinnen bewehrt ist, um den Eindruck einer Burg zu vermitteln. An der Gebäuderückseite im Westen schließt ein einstöckiger Flügel an, bei dem es sich um eine ehemalige Stallung handelt, die modernisiert wurde und heute eine Kapelle beherbergt. Aus den West- und Nordseiten des Hauptgebäudes treten einstöckige Ausluchten hervor. Montford House schließt mit Walm- und Flachdächern ab, die jedoch vollständig durch die Zinnen verdeckt sind. Die Schindeln bestehen aus grauem Schiefer. Die Umfriedungsmauer des Anwesens, welche die heutige Darnley Road säumt, besteht aus Bruchstein. Zusammen mit den verzierten Torpfeilern an den verschiedenen Einfahrten ist sie explizit in den Denkmalunterlagen aufgeführt.